# Cyril John Vogel
Cyril John Vogel (* 15. Januar 1905 in Pittsburgh, USA; † 4. Oktober 1979) war ein US-amerikanischer Geistlicher und römisch-katholischer Bischof von Salina.

## Leben
Cyril John Vogel empfing am 7. Juni 1931 das Sakrament der Priesterweihe.
Am 14. April 1965 ernannte ihn Papst Paul VI. zum Bischof von Salina. Der Bischof von Greensburg, William Graham Connare, spendete ihm am 17. Juni desselben Jahres die Bischofsweihe; Mitkonsekratoren waren der Bischof von Harrisburg, George Leo Leech, und der Weihbischof in Pittsburgh, Vincent Martin Leonard.